# Sowiecka Formuła 3 Sezon 1985
Sezon 1985 Sowieckiej Formuły 3 – dwudziesty szósty sezon Sowieckiej Formuły 3, składający się z trzech eliminacji (Rustawi, Czajka oraz Bikernieki). Mistrzem został Toomas Napa, ścigający się Estonią 21M.

## Kalendarz wyścigów
| Runda | Data        | Tor     | Pole position | Najszybsze okrążenie | Zwycięzca (kierowcy) | Zwycięzca (zespoły) |
| ----- | ----------- | ------- | ------------- | -------------------- | -------------------- | ------------------- |
| 1     | 13 kwietnia | Rustawi | ?             | ?                    | Toomas Napa          | Jõud Tallinn        |
| 2     | 6 lipca     | Kijów   | ?             | ?                    | Toomas Napa          | Jõud Tallinn        |
| 3     | 13 lipca    | Ryga    | ?             | ?                    | Avo Soots            | Kalev Tallinn       |

## Klasyfikacja kierowców
| Legenda oznaczeń w tabelach wyników Wyświetl szablon na nowej stronie | Legenda oznaczeń w tabelach wyników Wyświetl szablon na nowej stronie                                                                     |
| Oznaczenie                                                            | Wyjaśnienie |
| --------------------------------------------------------------------- | --- |
| Złoty                                                                 | Zwycięzca lub mistrzostwo |
| Srebrny                                                               | 2. miejsce lub wicemistrzostwo |
| Brązowy                                                               | 3. miejsce lub II wicemistrzostwo |
| Zielony                                                               | Ukończył, punktował (w klasyfikacji generalnej, gdy zdobył co najmniej jeden punkt na przestrzeni sezonu, poza trzema powyższymi opcjami) |
| Niebieski                                                             | Ukończył, nie punktował (w klasyfikacji generalnej, gdy nie zdobył co najmniej jednego punktu na przestrzeni sezonu)                      |
| Czerwony                                                              | Nie zakwalifikował się (NZ) |
| Czerwony                                                              | Nie prekwalifikował się (NPK) |
| Różowy                                                                | Nie ukończył (NU) |
| Różowy                                                                | Niesklasyfikowany (NS) (w klasyfikacji generalnej, gdy nie został sklasyfikowany w żadnym wyścigu sezonu)                                 |
| Czarny                                                                | Zdyskwalifikowany (DK) |
| Czarny                                                                | Wykluczony (WYK/EX) |
| Biały                                                                 | Nie wystartował (NW) |
| Biały                                                                 | Kontuzjowany (K/INJ) |
| Biały                                                                 | Wyścig odwołany (OD/C) |
| Bez koloru                                                            | Został wycofany (WYC/WD) |
| Bez koloru                                                            | Nie przybył (NP/DNA) |
| Bez koloru                                                            | Nie brał udziału w treningach (NT/DNP) |
| Bez koloru                                                            | Nie został zgłoszony (–) |
| Pogrubienie                                                           | Start z pole position |
| Kursywa                                                               | Najszybsze okrążenie wyścigu |
| †                                                                     | Nie ukończył, ale jego rezultat został zaliczony ze względu na przejechanie więcej niż 90% dystansu wyścigu.                              |
| *                                                                     | Sezon w trakcie |
| 1/2/3                                                                 | Punktowana pozycja w sprincie kwalifikacyjnym                                                                                             |
| Lista systemów punktacji Formuły 1                                    | |

| Poz. | Kierowca              | Zespół                 | RST | CZJ | RGA | Punkty |
| ---- | --------------------- | ---------------------- | --- | --- | --- | ------ |
| 1    | Toomas Napa           | Jõud Tallinn           | 1   | 1   | -   | 200    |
| 2    | Aleksandr Potiechin   | DOSAAF Moskwa          | 2   | 2   | NU  | 176    |
| 3    | Avo Soots             | Kalev Tallinn          | 5   | NU  | 1   | 164    |
| 4    | Raul Sarap            | Kalev Tallinn          | 4   | 3   | NU  | 150    |
| 5    | Wiktor Piatych        | DOSAAF Togliatti       | 3   | -   | 5   | 143    |
| 6    | Leo Jazel             | DOSAAF Tallinn         | 7   | 11  | 2   | 140    |
| 7    | Urmas Haamer          | Jõud Harju             | 6   | 4   | NU  | 128    |
| 8    | Aleksandr Seropow     | Sowieckaja Armia Kijów | 12  | 5   | 6   | 124    |
| 8    | Sergejs Pugačs        | DOSAAF Ryga            | -   | 7   | 4   | 124    |
| 10   | Władisław Barkowski   | Spartak Moskwa         | 10  | 14  | 3   | 115    |
| 11   | Anatolij Szimakowski  | Sowieckaja Armia Mińsk | 9   | 6   | NU  | 100    |
| 12   | Gieorgij Tormachow    | DOSAAF Mińsk           | 11  | 9   | 7   | 96     |
| 13   | Walentin Rybałczenko  | Spartak Kujbyszew      | -   | 12  | 9   | 73     |
| 14   | Andriej Kondiejkin    | DOSAAF Aszchabad       | -   | 10  | 11  | 72     |
| 15   | Aleksiej Leżniew      | Spartak Leningrad      | -   | 13  | 10  | 64     |
| 16   | Władimir Ganin        | DOSAAF Kiszyniów       | 15  | 8   | NU  | 63     |
| 17   | Garri Mazmanow        | DOSAAF Baku            | -   | NU  | 8   | 48     |
| 18   | Rimantas Dominikaitis | DOSAAF Kowno           | 8   | NU  | -   | 46     |
| 19   | Aleksandr Romaszin    | DOSAAF Borysów         | 13  | NU  | NU  | 23     |
| 20   | Mindaugas Kairis      | DOSAAF Wilno           | 14  | -   | NU  | 19     |
| 21   | Władimir Andriejew    | DOSAAF Stawropol       | 16  | -   | -   | 12     |
| NS   | Władimir Kriwodub     | Trud Moskwa            | NU  | 15  | NU  | 0      |
| NS   | Jurij Lewczenko       | DOSAAF Gorki           | NU  | -   | -   | 0      |
| NS   | Eduard Markowski      | DOSAAF Leningrad       | NU  | NU  | -   | 0      |
| NS   | Aleksandr Jeremiejew  | Spartak Leningrad      | -   | -   | NU  | 0      |